# Alexander Hübe
Alexander Hübe (* 22. April 1983 in Gardelegen) ist ein deutscher Handballtorwart. Er spielt für die SG Leutershausen in der 3. Liga.
Hübe begann mit dem Handballspielen 1989 in der Jugend des SV Oebisfelde. Von 1999 bis 2008 spielte er in verschiedenen Mannschaften für den SC Magdeburg, bevor er zur TSV Hannover-Burgdorf wechselte, wo er bis zum Ende der Saison 2009/2010 unter Vertrag stand. Mit Beginn der Saison 2010/11 wechselte er zur SG Leutershausen, die als Meister der 3. Liga Süd in den Relegationsspielen den Aufstieg in die 2. Bundesliga zunächst verpasste. In der Folgesaison wurde Hübe mit Leutershausen erneut Meister der 3. Liga und stieg in die 2. Bundesliga auf.